# Camilo II Gonzaga
Camilo II Gonzaga (em italiano:  Camillo II Gonzaga; Novellara, 25 de maio de 1581 – Novellara, 8 de novembro de 1650), era um nobre italiano, quinto conde de Novellara, reinando de 1595 a 1640 e de 1644 a 1650.
Pertencia ao ramo dos Gonzaga-Novellara da família Gonzaga.

## Biografia
Era filho de Afonso I Gonzaga, conde de Novellara e de Vitória de Cápua. Quando seu tio Camilo I falece, em 1595, sucede-lhe como conde soberano, sendo confirmado pelo imperador Rodolfo II, em 1596. Seu tio havia co-reinado desde 1530 com o próprio Afonso I (seu irmão mais novo, falecido em 1589) e com seu outro irmão mais velho Francisco II (falecido em 1577).
A 13 de janeiro de 1605 se casou com Camila D'Avalos (?-1618), filha de Afonso III d'Avalos d'Aragona. Na qualidade de condottiero destacou-se ao serviço do rei de Espanha. Em 1616 manda construir em Novellara a campânula da igreja de Santo Estêvão (Chiesa di Santo Stefano) e um hospital.
Em 1618 fica viúvo. O seu estado é, em 1630, afetado por uma vaga de peste que provocou numerosa vítimas. Em 1636 desloca-se a Roma onde toma os votos religiosos após quatro anos, abdicou a favor do filho mais velho Alexandre III.
Mas Alexandre vem a falecer em 1644, obrigando o pai a regressar ao poder. O conde Camilo II vem a falecer em 1650 sucedendo-lhe, então, o seu filho mais novo, Afonso II.

## Descendência
Camilo e Camila tiveram nove filhos:
- Alexandre (Alessandro) (?-1611);
- Afonso (Alfonso) (?-1611);
- Alexandre II (Alessandro) (?-1644), sucede ao pai em 1640 mas morre após quatro anos;
- João Pedro (Giampietro) (?-1630);
- Lavínia Tecla (1607-1639) casou em primeiras núpcias, em 1628, Wratislaw I Conde de Fuerstenberg (1584-1631); casou em segundas núpcias, em 1635, com Otão Frederico Conde von Harrach zu Rohrau (1610-1639);
- Vitória (Vittoria) (?-1627);
- Afonso II (Alfonso) (1616-1678), 7º conde de Novellara;
- Faustina, monja.